# Stronger (Britney Spears)
Stronger è un singolo della cantante statunitense Britney Spears, pubblicato il 4 dicembre 2000 come terzo estratto dal secondo album in studio Oops!... I Did It Again.
Nel testo della canzone, Spears si dichiara in grado di superare le delusioni d'amore in quanto "più forte di ieri" (...I'm stronger than yesterday...). La canzone è conosciuta dai fan anche come sequel "non ufficiale" di ...Baby One More Time.

## Video musicale
Il video musicale è stato diretto da Joseph Kahn ed è stato girato a Los Angeles il 29 novembre 2000
La camera inquadra il viso impassibile e gelido di Britney mentre guarda il suo ragazzo (l'attore Paul Hutchings), che quasi accenna un sorriso. Lei si sporge un po' per scoprire che il fidanzato la sta tradendo con un'altra, una mora. La cantante allora inizia a pronunziare i versi della canzone con vestiti ed uno sfondo completamente nero, dove c'è una sedia da cui inizia la sua coreografia.
Britney è dunque arrivata ad una festa, dove ci sono alcune persone, e guarda con incredulità e risentimento il proprio fidanzato mentre questi è ancora in compagnia dell'intrusa. Senza dire una parola, la ragazza va via seguita dall'ex, il quale cade su un piccolo sgabello bianco, mentre si vede Britney danzare sulla sedia con ritmo soft.
Poi, esce dal locale della festa sbattendo la porta: all'improvviso, i presenti della festa vengono sballottati all'interno con irruenza. Infine si mette alla guida della propria auto, nel bel mezzo di una tempesta. I tuoni e fulmini stanno divampando nel cielo oscurato e Spears, nell'altro contesto iniziale, continua la sua coreografia.
Ad un certo punto, scende dall'auto e continua su un ponte davanti a lei il suo percorso a piedi, sotto la pioggia scrosciante. Intanto, l'altra Britney balla di nuovo agitata sullo sfondo nero. Sul finire del video, i capelli di Spears sono sollevati dal vento e lei guarda la telecamera con le braccia unite al viso, mentre i capelli sono liberi e mossi nella penombra della sera.
Questo video, è da molti fan considerato il punto di svolta in cui la cantante abbandona l'immagine di brava ragazza, che aveva tenuto fino a quel momento, per abbracciare un'identità pubblica più sexy e provocante. Non per niente, nelle sequenze del video, le coreografie sono molto più allusive del solito.
Il 12 ottobre 2019 il video raggiunge cento milioni di visualizzazioni su YouTube.

## Tracce
| Europe/Australia CD Single 1. Stronger — 3:23 2. Stronger [Instrumental] — 3:23 3. Walk on By — 3:34 4. Stronger [Miguel 'Migs' Vocal Edit] — 3:41 French CD Single 1. Stronger — 3:23 2. Walk on By — 3:34 3. Stronger [Miguel 'Migs' Vocal Edit] — 3:41 UK CD Single 1. Stronger — 3:23 2. Walk on By — 3:34 3. Stronger [WIP Mix] — 5:50 UK Promo 12" Vinyl - Side A: 1. Stronger [WIP Mix] — 5:50 2. Stronger — 3:23 - Side B: 1. Stronger [Miguel 'Migs' Club Edit] — 3:41 2. Stronger [Miguel 'Migs' Vocal Mix] — 6:31 UK Cassette Single 1. Stronger — 3:23 2. Walk on By — 3:34 3. Stronger [Instrumental] — 3:23 | U.S. CD Single 1. Stronger — 3:23 2. Stronger [Mac Quayle Club Mix] — 7:50 3. Stronger [Pablo La Rosa's Transformation] — 7:21 4. Stronger [Miguel 'Migs' Vocal Mix] — 6:31 5. Stronger [Jack D. Elliot Club Mix] — 6:38 6. Stronger [Pimp Juice's "Ain't No Shame in This Vocal Mix Game"] — Mix 5:50 U.S. 12" Vinyl - Side A: 1. Stronger [Pablo La Rosa's Transformation] — 7:21 2. Stronger [Pimp Juice's Extra Strength Dub] - Side B: 1. Stronger [Miguel 'Migs' Vocal Mix] — 6:31 2. Stronger [Miguel 'Migs' Dub] U.S. Promo Remix CD 1. Stronger [Pablo La Rosa's Transformation Edit] — 3:28 2. Stronger [Jack D. Elliot Radio Mix] — 3:31 3. Stronger [Miguel 'Migs' Vocal Edit] — 3:42 4. Stronger [Mac Quayle Mixshow Edit] — 5:21 5. Stronger [Pablo La Rosa's Transformation] — 7:21 6. Stronger [Miguel 'Migs' Vocal Mix] — 6:31 7. Stronger [Jack D. Elliot Club Mix] — 6:39 8. Stronger [Mac Quayle Club Mix] — 7:50 |

### Remix/Versioni ufficiali
- Album Version — 3:23
- Instrumental — 3:23
- Jack D. Elliot Club Mix — 6:341
- Jack D. Elliot Radio Mix — 3:31
- Mac Quayle Club Mix — 7:50
- Mac Quayle Mixshow Edit — 5:21
- Mac Quayle Mixshow Edit — 4:51 In B in the Mix: The Remixes UK and Japanese edition only
- Mac Quayle Radio Mix — 3:50
- Pablo La Rosa's Tranceformation — 7:21
- Pablo La Rosa's Tranceformation (Radio Edit) — 3:32
- Pimp Juice's "Ain't No Shame in This Vocal Mix Game" Mix — 5:50
- Pimp Juice's Extra Strength Dub — 7:05
- Miguel 'Migs' Vocal Mix/Club Vocal — 6:31
- Miguel 'Migs' Vocal Dub — 6:54
- Miguel 'Migs' Vocal (Edit/Club Edit) — 3:41
- WIP Remix — 5:50

## Classifiche

### Classifiche settimanali
| Classifica (2000-01) | Posizione massima |
| -------------------- | ----------------- |
| Australia            | 13                |
| Austria              | 4                 |
| Belgio (Fiandre)     | 15                |
| Belgio (Vallonia)    | 14                |
| Canada               | 9                 |
| Danimarca            | 12                |
| Paesi Bassi          | 12                |
| Finlandia            | 8                 |
| Francia              | 20                |
| Germania             | 4                 |
| Irlanda              | 6                 |
| Italia               | 14                |
| Nuova Zelanda        | 15                |
| Norvegia             | 11                |
| Romania              | 9                 |
| Spagna               | 15                |
| Svezia               | 4                 |
| Svizzera             | 6                 |
| Regno Unito          | 7                 |
| Stati Uniti          | 11                |

### Classifiche di fine anno
| Classifica (2001) | Posizione |
| ----------------- | --------- |
| Australia         | 85        |
| Austria           | 41        |
| Germania          | 61        |
| Romania           | 80        |
| Svezia            | 46        |
| Svizzera          | 90        |

## Premi
| Anno | Cerimonia              | Premio         | Risultati |
| ---- | ---------------------- | -------------- | --------- |
| 2001 | MTV Video Music Awards | Best Pop Video | Nominata  |
| 2001 | Teen Choice Awards     | Choice Single  | Nominata  |
| 2019 | Vevo Certified         | Vinto          | Vinto     |

## Cover
- Nel 2010 il cast della serie televisiva Glee ha realizzato una cover per l'episodio Britney/Brittany della seconda stagione.